# Сундбюбергс-сентрум (станція метро)
59°21′39″ пн. ш. 17°58′14″ сх. д. / 59.360833333333° пн. ш. 17.970555555556° сх. д.
«Сундбюбергс-сентрум» (швед. Sundbybergs centrum) — станція Стокгольмського метрополітену. 
Розташована на синій лінії, обслуговується потягами маршруту Т10, між станціями Дувбу та Сульна-странд.  
Була відкрита 19 серпня 1985 року. 
Відстань від початку маршруту — станції Кунгстредгорден складає 8,3 км. 
Пасажирообіг станції в будень —	12 000 осіб (2019)

Розташована у мікрорайоні Центральний Сундбюберг у Сундбюберзі.
Конструкція: односклепінна тбіліського типу (глибина закладення — 11.5 м) з однією острівною платформою.
Пересадки:
- Трамваї: Tvärbanan
- Стокгольмська приміська залізниця: Сундбюберг

## Операції
| Попередня станція | Лінія | Лінія     | Лінія | Наступна станція                 |
| ----------------- | ----- | --------- | ----- | -------------------------------- |
| Дувбу до Юльста   |       | Лінія T10 |       | Сульна-странд до Кунгстредгорден |